# Pyrenophora chaetomioides
Pyrenophora chaetomioides Speg. – gatunek grzybów z klasy Dothideomycetes. Grzyb mikroskopijny, pasożyt roślin.

## Systematyka i nazewnictwo
Pozycja w klasyfikacji według Index Fungorum: Pyrenophora, Pleosporaceae, Pleosporales, Pleosporomycetidae, Dothideomycetes, Pezizomycotina, Ascomycota, Fungi.
Po raz pierwszy opisał go w 1898 r. Carlo Luigi Spegazzini na korzeniach trawy Paspalum platense w Buenos Aires. W 1999 r. Robert Alan Shoemaker i J.F. Redhead wskazali lektotyp. Synonimy:
- Drechslera avenae (Eidam) Scharif 1963
- Helminthosporium avenae (Briosi & Cavara) Lindau 1904
- Helminthosporium avenae Eidam 1891
- Helminthosporium avenae-sativae (Briosi & Cavara) Lindau 1904
- Helminthosporium teres var. avenae-sativae Briosi & Cavara 1889

## Morfologia
Występuje zarówno w postaci anamorfy (znanej pod nazwą Drechslera avenae), jak i teleomorfy. Konidia 35–150 × 10–18 μm, cylindryczne, oliwkowobrązowe, z 2–6 poprzecznymi przegrodami.

## Występowanie
Podano stanowiska w Ameryce Północnej i Południowej, Europie i Australii, także w Polsce. Pasożyt niektórych gatunków traw. U owsa (Avena) powoduje grzybową chorobę o nazwie helmintosporioza owsa.